# Cursorius rufus
Il corridore di Burchell (Cursorius rufus, Gould 1837) è un uccello della famiglia Glareolidae.

## Sistematica
Cursorius rufus ha due sottospecie:
- C. rufus rufus
- C. rufus theresae

## Distribuzione e habitat
Questo corrione vive in Africa meridionale: Angola, Botswana, Namibia, Zambia, Lesotho e Sudafrica.